# Aethes mordax
Aethes mordax es una especie de polilla del género Aethes, categorizada en la tribu Cochylini, de la subfamilia Tortricinae.

## Distribución
Se distribuye por Argentina.

## Taxonomía
Fue descrita por Meyrick en 1917 y publicada en (Phalonia), Trans. ent. Soc. Lond. 1917: 4.